# Torrefeta i Florejacs
Torrefeta i Florejacs è un comune spagnolo di 628 abitanti situato nella comunità autonoma della Catalogna.